# Franciszek Sobieski
Franciszek Teodor Sobieski (ur. 2 kwietnia 1928 w Inowrocławiu, zm. 3 lipca 2020) – polski inżynier, senator I kadencji.

## Życiorys
Od lat 30. do końca lat 40. był działaczem harcerskim, pełnił m.in. funkcję komendanta hufca Inowrocław-Wschód. Absolwent Liceum Ogólnokształcącego im. Jana Kasprowicza w Inowrocławiu. W 1951 ukończył studia inżynierskie w poznańskiej Szkole Inżynierskiej. Był pracownikiem przedsiębiorstwa budowlanego w Poznaniu, od 1952 był zatrudniony w „Celulozie” we Włocławku. Jednocześnie w latach 1954–1970 przez kilkanaście lat pracował jako nauczyciel. Był także przewodniczącym miejskiego oddziału Stowarzyszenia Inżynierów i Techników Przemysłu Papierniczego. Uczestniczył w projektowaniu zakładów celulozowo-papierniczych w Świeciu, Kwidzynie i Kostrzynie. Uczestniczył w pracach Rady Duszpasterskiej przy Kurii Diecezjalnej Włocławskiej. Należał do fundatorów Fundacji „Polska w Europie”.
W 1980 wstąpił do „Solidarności”, był przewodniczącym regionalnej komisji rewizyjnej. W latach 1989–1991 pełnił funkcję senatora I kadencji, wybranego z ramienia Komitetu Obywatelskiego w województwie włocławskim. Później wycofał się z polityki.
Pochowany na cmentarzu Junikowo w Poznaniu.

## Życie prywatne
Był żonaty z Jadwigą, miał cztery córki: Marię, Teresę, Iwonę i Magdalenę.